# Saint-Jean-de-Côle
Saint-Jean-de-Côle é uma comuna francesa na região administrativa da Nova Aquitânia, no departamento Dordonha. Estende-se por uma área de 12,56 km². Em 2010 a comuna tinha 371 habitantes (densidade: 29,5 hab./km²).
Pertence à rede das As mais belas aldeias de França.